# Соболева, Анастасия Михайловна
Анастасия Михайловна Соболева (род. 24 июня 1992, Николаев, Украина) — российская артистка балета, лауреат международных конкурсов.
Прима-балерина Михайловского театра. Заслуженный артист России (2025).

## Биография
Анастасия Соболева родилась в 1992 году в городе Николаев, Украина. Ее родители — инженеры-экономисты судостроительной отрасли.
С раннего детства Анастасия обучалась музыке, танцам, живописи и языкам. Однако в скором времени педагоги обратили внимание на ее способности к хореографии и рекомендовали к поступлению в профессиональное учебное заведение. В возрасте шести лет Анастасию приняли в частную школу балета Альвины Кальченко, а уже в восемь лет она поступила в Киевское государственное хореографическое училище, где два года училась под руководством Зои Долгих и Татьяны Таякиной.
Для дальнейшего профессионального обучения балетному искусству семья в 2003 году приняла решение о переезде в российскую столицу. В Москве Анастасия поступила в государственную академию хореографии, где её педагогами были Ирина Сырова, Наталья Ревич и Марина Леонова и закончила МГАХ в 2010 году. Высшее образование по специальности «исполнительское искусство» Анастасия получила также в МГАХ, закончив Академию также с отличием в 2014 году.
В 2009 году Анастасия Соболева будучи студенткой московской академии была удостоена первой премии в категории «Соло» и в XI Международном конкурсе артистов балета и хореографов в Москве, и в конкурсе учащихся ведущих хореографических школ России — Гран-при Михайловского театра. Также во время учебы в Академии Анастасия Соболева приняла участие в гастролях Большого театра в Лондоне, где, в частности, танцевала в балете «Класс-концерт» (хореография Михаила Мессерера). На выпускном курсе в МГАХ Анастасия исполнила партию Лизы в балете «Тщетная предосторожность» в постановке Юрия Григоровича.
По окончании Академии Анастасия решила, следуя традиции, поступить на службу в Большой театр России, где была занята в классических постановках и премьерах. Первым наставником Анастасии Соболевой стала Народная артистка СССР Нина Семизорова. В 2012 году творческий путь продолжился под чутким руководством Народной артистки СССР Людмилы Семеняки, сформировавшей артистический стиль балерины. Результатом этого союза стала победа в 2013 году на XII Международном конкурсе артистов балета и хореографов в Москве (третья премия в категории «Дуэт»). После успешного выступления в столице Анастасию Соболеву пригласил в Михайловский театр его главный балетмейстер Михаил Мессерер, под чьим вниманием в дальнейшем огранялся и развивался ее талант. В Петербурге Соболева дебютировала в балете «Жизель», Адольфа Адана в редакции Никиты Долгушина. В 2014 году Анастасия стала первой солисткой, а в 2021 году — прима-балериной Михайловского театра.
В Михайловском театре репетировала под руководством Заслуженной артистки РФСФР Светланы Ефремовой, с которой подготовила основные партии классического репертуара в балетах «Жизель», «Лебединое озеро», «Баядерка», «Дон Кихот» и др.
Торить творческий путь в балеты хореографа Начо Дуато помогала Народная артистка России Жанна Аюпова. С 2016 года и по сей день Заслуженная артистка России Эльвира Хабибуллина помогает Анастасии непрестанно совершенствоваться, готовить премьерные спектакли и находить новые краски в уже знакомых партиях.
Критики неизменно отмечают безупречную технику и артистизм балерины, для которой словно не существует тесных рамок амплуа: «Соболева — настоящая находка. Её нужно увидеть!».
В 2016 году балерина приняла участие в телепроекте «Большой балет» на телеканале Культура. Пять раз была номинирована на высшую театральную премию Санкт-Петербурга «Золотой софит».
В 2025 году Анастасия Соболева удостоена звания заслуженной артистки России.

## Партии
- На сцене НОВАТ танцевала балеты Джорджа Баланчина: «Тема с вариациями», П. И. Чайковского и «Рубины», И. Ф. Стравинского.
- Лиза (МГАХ, «Тщетная предосторожность», П.Гертель, хореография Ю.Григоровича)
- Ольга Спесивцева (Балерина) (спектакль Бориса Эйфмана «Красная Жизель», П. И. Чайковский, А.Шнитке, Ж.Бизе)

#### Репертуар вМихайловском театре
- Аллегория равенства («Пламя Парижа», Б. В. Асафьев, хореография Василия Вайнонена в редакции М.Мессерера)
- Валерия («Спартак», А.Хачатурян, хореография Георгия Ковтуна)
- Гюльнара, Трио одалисок («Корсар», Адольф Адан, хореография Жюля Перро, М.Петипа, Петра Гусева в редакции Ф.Рузиматова)
- Гюльнара («Корсар», Адольф Адан, хореография М.Петипа, К.Сергеева в редакции М.Мессенера)
- Джульетта («Ромео и Джульетта», C.С.Прокофьев, хореография Начо Дуато)
- Жизель («Жизель, или Вилисы», Адольф Адан, хореография — Жюль Перро, Жан Коралли и Мариус Петипа в редакции Никиты Долгушина)
- Золушка («Золушка», С. С. Прокофьев, хореография Ростислава Захарова в редакции М.Мессерера)
- Китерия («Идальго из Ла-Манчи», Людвиг Минкус, хореография Начо Дуато)
- Китри, Уличная танцовщица, Четвёрка дриад («Дон Кихот», Людвиг Минкус, хореография М.Петипа, А.Горский в редакции М.Мессерера)
- Классическая танцовщица («Светлый ручей», Д. Д. Шостакович, хореография Александра Омара)
- Лебедь («Дама с камелиями», Джузеппе Верди, режиссёр В.Кехман, хореография Александра Омара)
- Лебедь (Хореографическая миниатюра «Лебедь», Камиль Сен-Санс, хореография М.Фокин)
- Лиза («Тщетная предосторожность», Луи Жозеф Фердинанд Герольд, хореография Фредерик Аштон)
- Магнолия («Чиполлино», Карэн Хачатурян, хореография Генриха Майорова)
- Мария («Привал кавалерии», Иван Армсгеймер, хореография Мариуса Петипа, балет восстановлен Петром Гусевым)
- Маша, Французский танец, Розовый вальс (четвёрка), Вальс снежинок («Щелкунчик», П. И. Чайковский, хореография Начо Дуато)
- Медора («Корсар», Адольф Адан, Юлий Гербер, Лео Делиб, Риккардо Дриго, Евгений Корнблит, Петр Ольденбургский, Цезарь Пуни, Иван Трубецкой, Борис Фитингоф-Шель, Альберт Цабель, хореография Жюля Перро, М.Петипа, Петра Гусева в редакции Никиты Долгушина)
- Муза/Смерть («Многогранность. Формы тишины и пустоты», Иоаган Себестьян Бах, хореография Начо Дуато)
- Никия, Большое классическое па («Баядерка», Людвиг Минкус, хореография М.Петипа, В.Пономарёва, В.Чабукиани в общ. ред. М. Мессерера)
- Никия («Баядерка», Людвиг Минкус, хореография Начо Дуато по мотивам М.Петипа)
- Одетта и Одиллия («Лебединое озеро», П. И. Чайковский, хореография Начо Дуато, в редакции М.Мессерера)
- Одетта и Одиллия, Па де труа, Большие лебеди («Лебединое озеро», П.И.Чайковский, хореография М. Петипа, Л. Иванова, А. Горского, А. Мессерера, в редакции М.Мессерера)
- Принцесса Аврора, Фея Смелости, Фея Золота («Спящая красавица», П. И. Чайковский, хореография Начо Дуато)
- Сванильда («Коппелия», Лео Делиб, мотивы и фрагменты хореографии Артюра Сен-Леона, М.Петипа, Энрико Чекетти, А.Горского в редакции М.Мессерера)
- Сильфида («Сильфида», Херман Левенскольд, хореограф Август Бурнонвиль в редакции Эльзы-Марианны фон Розен, восстановление М.Мессерер)
- Солистка (Гран па из балета «Пахита» Л.Минкуса, хореография М.Петипа)
- Хасинта («Лауренсия», Александр Крейн, хореография В.Чабукиани в редакции М.Мессерера)
- Царь-девица («Конёк-Горбунок», Р. К. Щедрин, хореография А.Радунский в редакции М.Мессерера)
- Эсмеральда («Собор Парижской Богоматери», Морис Жарр, хореография Ролан Пети)
- Танцевала в «Класс-концерт» (Александр Глазунов, Анатолий Лядов, Антон Рубинштейн, Дмитрий Шостакович, музыкальная композиция Александра Цейтлина, хореография А.Мессерера)
- Танцевала хореографическую миниатюру «Мазурка» Александра Скрябина, хореография Касьяна Голейзовского.
- Танцевала хореографическую миниатюру «Мелодия» Кристофа Виллибальда Глюка, хореография А.Мессерера.
- Дуэт с Иваном Васильевыми («Барышня и хулиган», Д. Д. Шостакович, хореография Константина Боярского)
- В концертах исполняла «Классическое pas de deux», П. И. Чайковский, хореография Д.Баланчина.

## Награды
- Стипендия «Бриллианты России» — 2007
- Стипендия Фонда Галины Улановой — 2008
- I премия XI Международного конкурса артистов балета и хореографов в Москве (младшая группа, категория «Соло») — 2009
- I премия конкурса учащихся ведущих хореографических школ России — Гран-при Михайловского театра (категория «Соло») — 2009
- III премия XII Международного конкурса артистов балета и хореографов в Москве (старшая группа, категория «Дуэт») — 2013
- Лауреат премии профессионального балетного Приза «Душа танца» в номинации «Звезда балета» — 2022
- Звание «Заслуженный артист России» — 2025

## Личная жизнь
С 2016 по 2024 замужем за Виктором Лебедевым, премьером Михайловского театра. Сын — Владимир (род. 6 сентября 2020 года).